# Axamer Lizum
Axamer Lizum – wieś rozproszona w Austrii, w kraju związkowym Tyrol. Pod względem administracyjnym jest częścią gminy Axams, w powiecie Innsbruck-Land. Leży w paśmie Stubaier Alpen, znajduje się tu ośrodek sportów zimowych. W 1964 roku rozegrano tu większość konkurencji narciarstwa alpejskiego podczas IX Zimowych Igrzysk Olimpijskich. Axamer Lizum gościło także olimpijczyków podczas rozgrywanych dwanaście lat później XII Igrzysk Olimpijskich.